# ノートルダムの曲芸師

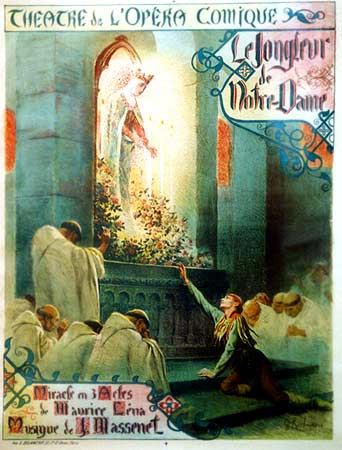
1904年のパリ上演時のポスター

『ノートルダムの曲芸師』（ノートルダムのきょくげいし、フランス語: Le jongleur de Notre-Dame）は、ジュール・マスネが作曲した全3幕からなるフランス語のオペラで、ミラクル（奇蹟劇）と銘打たれている。『聖母の曲芸師』、『ノートルダムのジョングルール』とも表記される。リブレットはアナトール・フランスの小説集『真珠の箱』（1892年）の中の一編の短編小説『ノートルダムの曲芸師』に基づいて、モーリス・レナにより作成された。1902年 2月18日にモンテカルロ歌劇場にて初演された。女声だけのプッチーニの『修道女アンジェリカ』と対照的に男性修道院での奇蹟の話で、宗教的雰囲気の中で深く胸に迫る感動を覚えさせる曲である。

## 概要

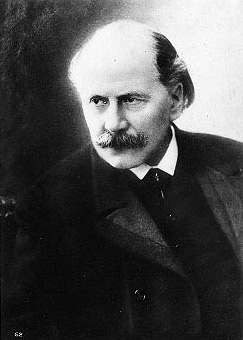
ジュール・マスネ

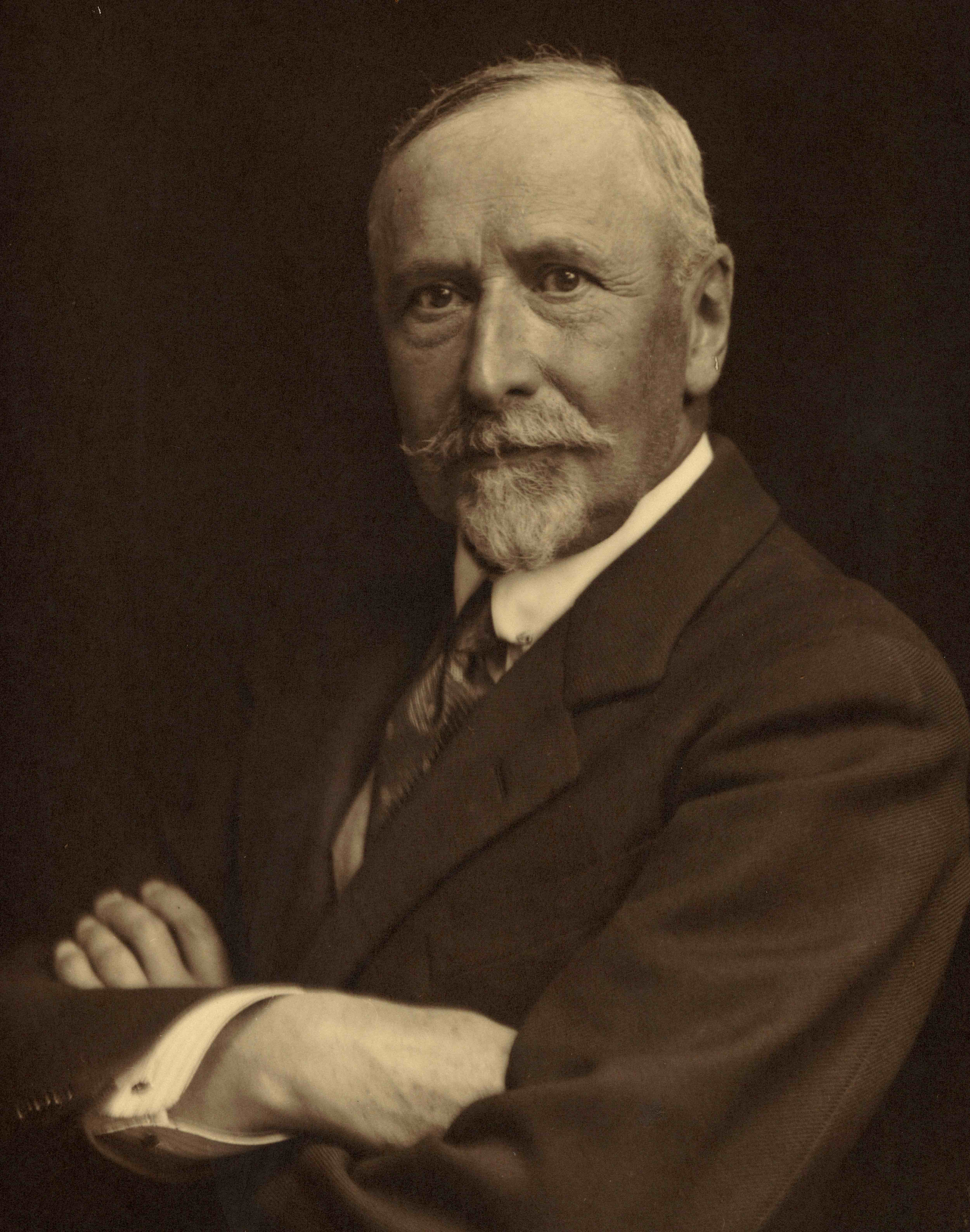
モーリス・レナ

本作は天使の声以外は登場人物全員が男性のオペラで、このためマスネは得意の女性描写をやめている。さらに、彼は昔から感傷を描くことに熟達していたにもかかわらず、主題からそれを排除している。この作品以降、このような卓越した作品はほとんどなくなった。
プッチーニを除けば、マスネのようにもっぱら女性主人公を中心にしてオペラを築き上げた作曲家はいないが、その一方で、マスネは登場人物が男性ばかりのオペラ史に残る本作を作曲した。
『ラルース世界音楽事典』では「本作の主題はマスネの私的な信念により良く合っていた。本作を通じて、マスネ固有の私的想念以上に感じとれることは、当時顕著になりつつあったグレゴリオ聖歌と中世の音楽への興味の甦りである」と評している。
本作に描かれている信仰は全く感傷的なものであり、無垢と謙虚さの美に対する漠然とした信仰である。
楽曲としては専門家からは高く評価されている。グラウトによれば「本作は大衆の要求に関わりなく、作曲家が自ら進んで取り上げた奇蹟劇である。その結果、幸いにも彼の最も優れたオペラとして残ることになった」。
また、フレデリック・ロベールは「本作はそのテーマから女性の役が全然ないオペラだが、確かに相当長い期間上演されていた。マスネの例を見ないしっかりした音楽語法は今でもなお最も厳しい人々からも称賛を勝ち得ている」と説明している。
アナトール・フランスの短編の小説の物語は中世の吟遊詩人ゴティエ・ド・コワンシーが編纂した『聖母の奇蹟』（Les Miracles de Nostre Dame）に基づいている。
本作の登場人物の中で性格描写が最も成功しているのは料理人のボニファスであるが、これは古いオペラ・コミックから借用した人物である。ジャンそのものは改宗する以前の罪深い状態の方が面白く、この世の珍味を称賛する〈葡萄酒のハレルヤ〉の方が敬虔な〈サルビアのバラード〉よりも遥かに多くの特色を持っている。
本作が舞台から遠ざかった後も完全には忘れ去られなかったのは、バリトン歌手を魅了する「サルビアの伝説」（la légende de la sauge）があったからである。

### 初演とその後
本作はラウル・ガンズブールの監督下でモンテカルロ歌劇場にてアドルフ・マレシャル、モーリス・ルノー、ガブリエル・スラクロワという当時の花形歌手を揃え、アルベール1世の支援を受けて、万全の体制で初演された。この成功を受けて、1904年 5月10日パリ・オペラ・コミック座での上演となるが、ジャンはマレシャルが続投し、ボニファスは当時の人気歌手リュシアン・フュジェールが務め、アンドレ・アラールが修道院長を務めた。本作はこの後も続演され、1908年には100回目の上演に達し、1938年には271回目の上演に到達した。
外国ではミラノで1905年に上演され、国境を越えて上演されるようになった。
イギリス初演は1906年 6月15日にロンドンのコヴェント・ガーデンロイヤル・オペラ・ハウスにて行われた。出演はラフィットら、指揮はアンドレ・メサジェであった。アメリカ初演は1908年 11月27日にニューヨークのマンハッタン歌劇場によって行われた。出演はメアリー・ガーデンら、指揮はクレオフォンテ・カンパニーニであった。アメリカでの上演に際しては、マスネの承諾のもと、ジャン役をソプラノのメアリー・ガーデンに歌わせるという変更が行われた。マスネ自身が改訂を行った。ガーデンはその後、パリでも本作を歌っている。
永竹由幸はソプラノによる版より「オリジナルの方が良いようだ」と評している。
日本では、2022年3月25日、「聖母の軽業師」と題し、岩河智子の訳詞で、札幌室内歌劇場により日本初演された。

## 演奏時間
第1幕35分、第2幕35分、第3幕30分、合計 ： 約1時間40分

## 登場人物

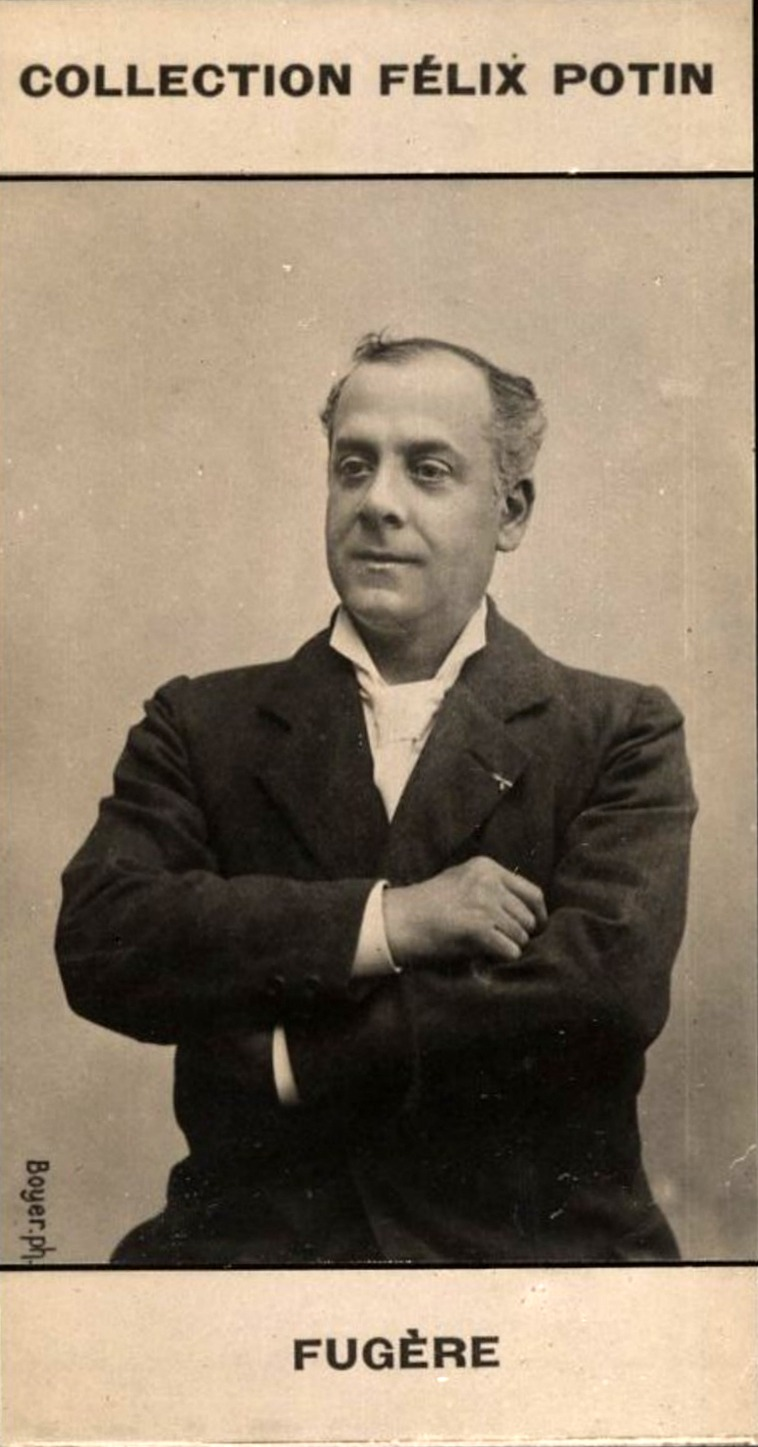
リュシアン・フュジェール

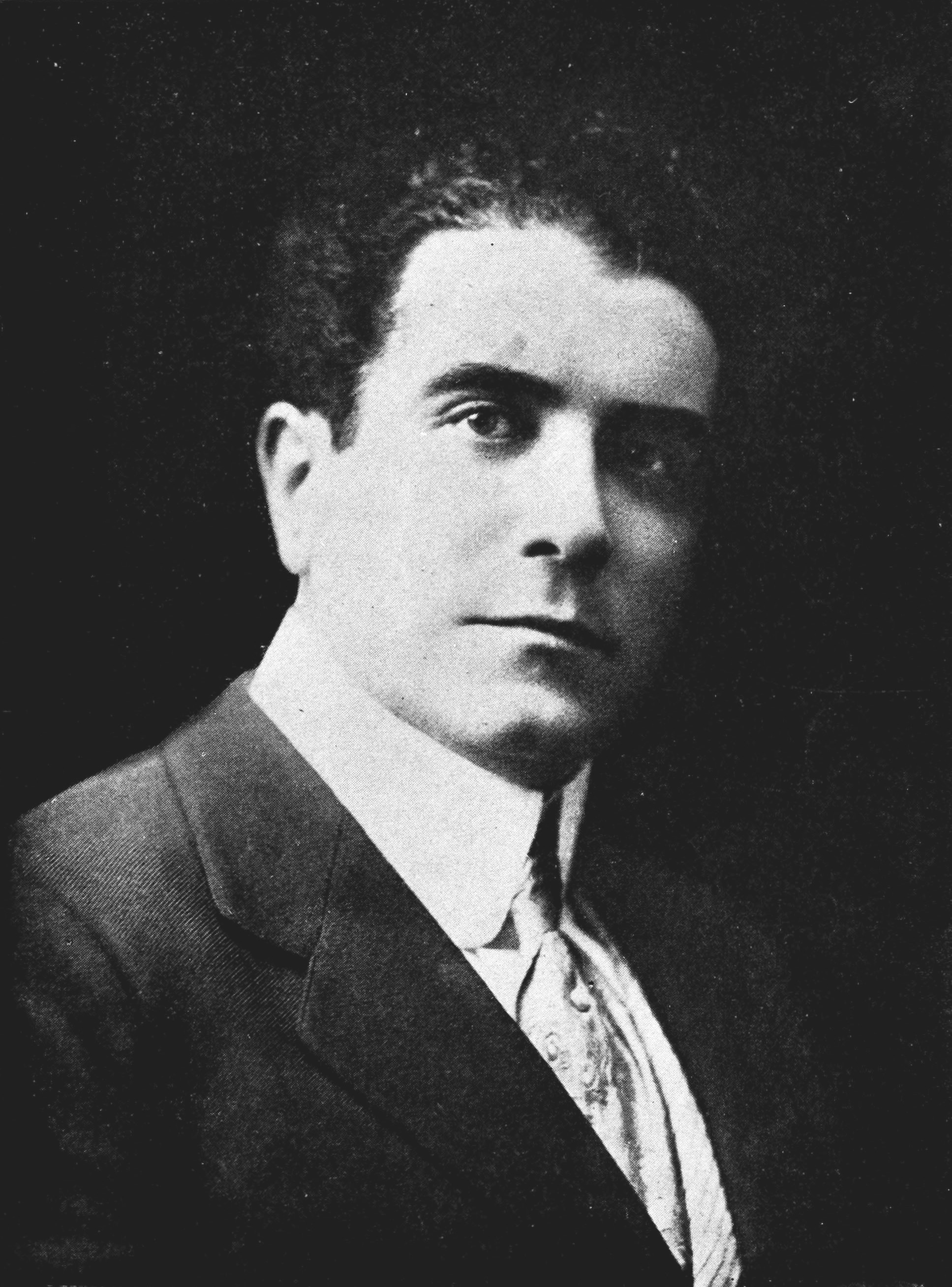
モーリス・ルノー

| 人物名                                                 | 原語               | 声域         | 1902年2月18日 初演時のキャスト 指揮者 レオン・ジェアン | 1904年5月10日 オペラ・コミック座での 再演時のキャスト 指揮者 アレクサンドル・ルイジーニ |
| ------------------------------------------------------ | ------------------ | ------------ | ------------------------------------------------------ | --------------------------------------------------------------------------------------- |
| ジャン、曲芸師                                         | Jean               | テノール     | アドルフ・マレシャル                                   | アドルフ・マレシャル                                                                    |
| ボニファス 修道院の料理番                              | Boniface           | バリトン     | モーリス・ルノー                                       | リュシアン・フュジェール                                                                |
| 修道院長                                               | Le prieur          | バス         | ガブリエル・スラクロワ                                 | アンドレ・アラール （André Allard）                                                     |
| 画家の修道僧                                           | Le moine peintre   | バリトン     | ジャン・ニヴェット                                     | エティエンヌ・ビヨ                                                                      |
| 詩人の修道僧                                           | Le moine poète     | テノール     | ベルキエ                                               | エルネスト・カルボンヌ                                                                  |
| 音楽家の修道僧                                         | Le moine musicien  | バリトン     | グリモー                                               | ギヤマ                                                                                  |
| 彫刻家の修道僧                                         | Le moine sculpteur | バス         | キュペルナンク                                         | ギュスターヴ・ユベルドー                                                                |
| 門番の修道僧                                           | Le moine portier   | バリトン     | ジャン・アルマン・シャルル・クラッベ                   | －                                                                                      |
| 聖霊                                                   | Saint Esprit       | バリトン     | サンヌヴァル                                           | －                                                                                      |
| 天使の声１                                             | 1er ange           | ソプラノ     | マルグリート・ド・ビュック                             | アルジャン                                                                              |
| 天使の声２                                             | 2e ange            | メゾソプラノ | マリー・ジラール                                       | コルテス                                                                                |
| 騎士                                                   | Un chevalier       | テノール     | アルベール・パイヤール                                 | －                                                                                      |
| 酔っ払いの男                                           | Un ivrogne         | バス         | ドゥレスタン                                           | －                                                                                      |
| 声                                                     | Une Voix           | バリトン     | ジャコビー                                             | －                                                                                      |
| 聖母                                                   | Virgine            | 黙役         | シメオリ                                               | －                                                                                      |
| 合唱：民衆、騎士、書記官、農民、乞食、子供たち、など。 |                    |              |                                                        |                                                                                         |

## あらすじ
物語の舞台：14世紀のフランスのクリュニー

### 第1幕
ブルゴーニュ地方の町クリュニーの広場

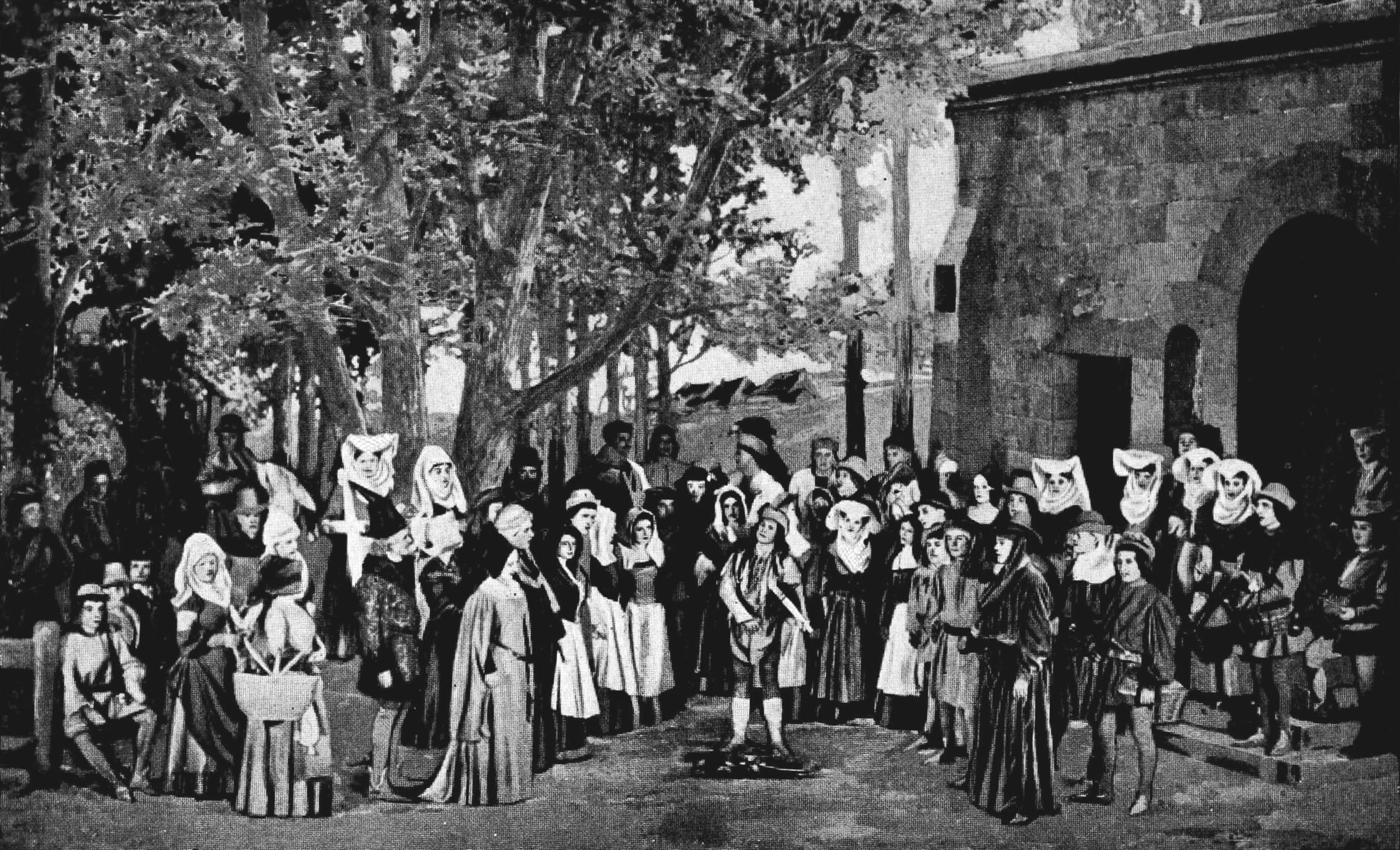
1幕のセット・デザイン

時節は5月の初め、広場では市場が開催され、様々な屋台が軒を広げ、賑わいを見せている。種々の客引きたちが大声で、客を引き寄せようとしている。ジャンと言う曲芸師が市場にやって来る。民衆は彼を見ると、何か一つ曲芸をやるように求める。ジャンは簡単な手品を「それでは帽子から卵を出してみせましょう」と披露するが、そんな古臭いのは子供騙しじゃないかと嘲笑する。ジャンはちゃんとした芸を見たいなら、無料では駄目と言い、お賽銭が必要だと言い、皿を回して金を集める。人々が小銭を投げると、ジャンは〈ハレルヤ〉「ワインの神に栄光あれ！」（l'Alleluia du vin!）という聖歌をもじった俗な歌を歌うと民衆も声を合わせる。これを聞きつけた修道院長が姿を現すと、神を冒涜するような歌を歌っていた仲間は霧散してしまい、ジャンだけが残る。修道院長は聖歌の替え歌などを歌うなどとは言語道断だと怒る。ジャンは修道院長の前に跪く。修道院長はそれではお前の手品、曲芸、などの大道芸をやめ、身を清めて修道僧となり、聖母マリアに許しを請うように言う。ジャンはまさか自分が修道僧になるとはと驚き、自分はもっと自由を謳歌したいと言い、拒否する。そこに、修道院で料理番をやっているボニファスがやって来る。彼は市場で買い漁った品物をたくさん籠に入れて持っている。彼は聖母マリアに捧げる花を見せる。次に、聖母マリアに仕える者たちにと言い、買ってきたハムや野菜を見せる。一文無しで空腹でたまらないジャンは、修道僧になればとりあえず、食事はありつけるだろうと言う安易な考えで、食事につられて修道院内へ入って行くのだった。

### 第2幕
修道院の中庭

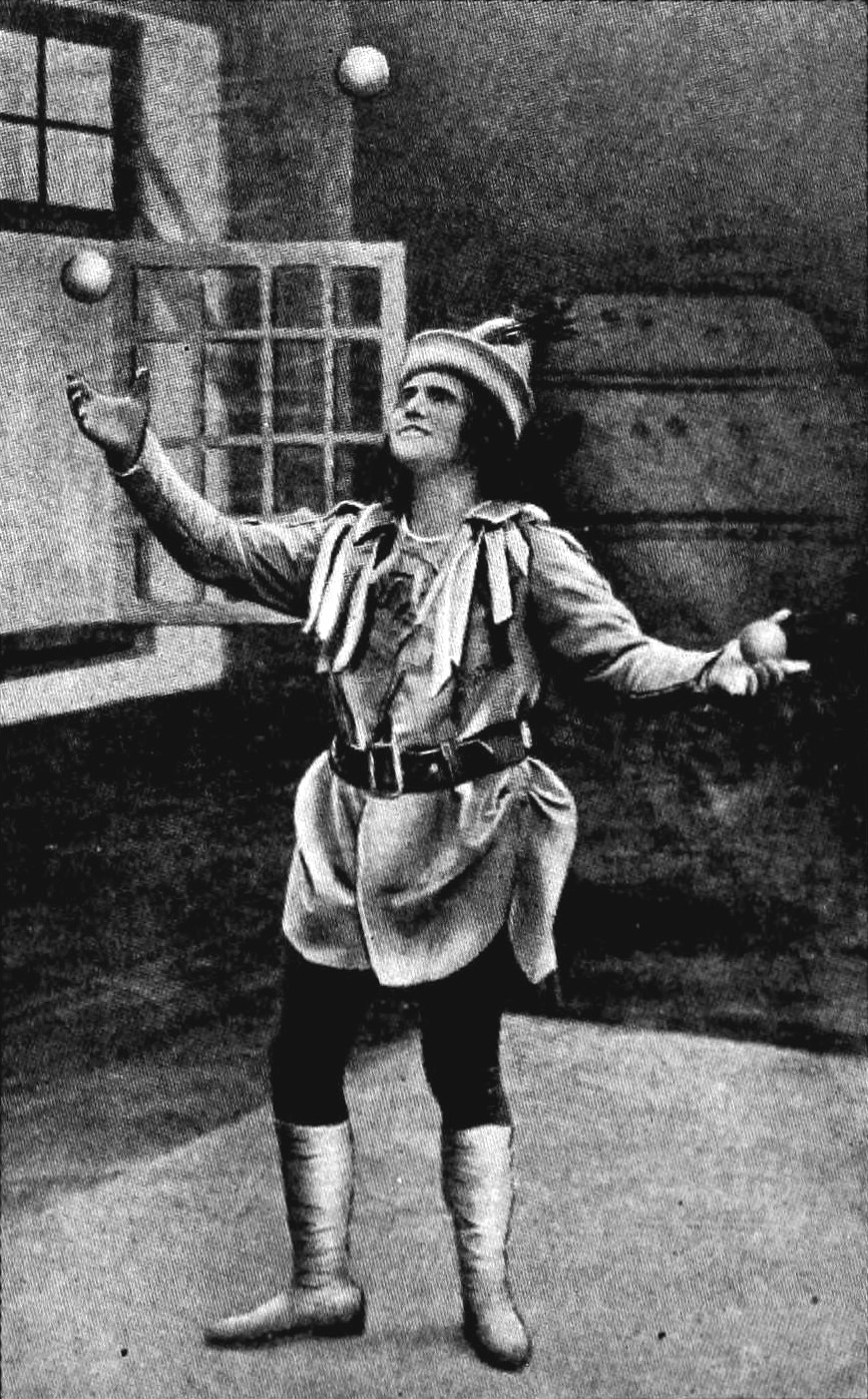
民衆に曲芸を披露するジャン

聖母マリアの像が新たに完成したため、落成式が開催されている。修道僧たちがラテン語で処女マリア讃える歌の練習をしている。ところが、ジャンだけはラテン語を全く勉強したことがなかったので、全然歌うことができない。修道院長が現れ、皆の歌が上手になったと音楽家の修道僧の労をねぎらう。また、この歌の歌詞を作った詩人の修道僧を称賛する。ジャンは自分はフランス語しか話せないので、ラテン語の歌が歌えず、申し訳ないと謝る。すると、他の修道僧たちはジャンの怠慢をなじり、勉強不足であると非難する。ジャンは自分は食べて、飲むだけの無能なもので、役立たずなので、この修道院から追放して欲しいと修道院長に頼む。すると、彫刻家の修道僧が自分があの聖母マリア像を彫ったのだと自慢し、お前も彫刻家にならないかと言う。画家の修道僧は自分があの聖母マリア像に色を塗ったのだ、お前は自分の弟子になって、画家を目指さないかと勧誘する。これを聞いていた音楽家と詩人の修道僧それぞれ自分たちの芸の素晴らしさを自画自賛し、騒ぎが大きくなる。修道院長は騒ぎを落ち着かせると、皆に各自の分担された仕事について、落成式の準備を恙なく終わらせるように言う。皆が立ち去ると料理番のボニファスとジャンだけが残る。再び自分は役立たずだと嘆くジャンにボニファスは一つの話を聞かせる〈バラード〉「サルビアの伝説」（la légende de la sauge）。それは聖母マリアが赤子のイエスを抱えて、赤子を殺そうとする兵士から逃れて、山についた時、驢馬も疲れ切って動かなくなってしまい、途方に暮れて赤い薔薇に、大きく咲いて赤子を覆い隠して欲しいと願いを掛けたところ、冷酷にも薔薇は拒否した。すると、近くの路地に咲いていたサルビアの花が、精一杯咲きましょうと言い、花を開いたのである。イエスはサルビアの花の陰に隠れて静かに眠ることができたのである。聖母マリアはサルビアの花を祝福した。それがきっかけで、サルビアは料理にも必要な花になったのだと話して聞かせる。人は誰でも自分のありのままの姿で精一杯やれば、聖母マリアの祝福を受けられるのだと言う。そして、ボニファスは焼きかけている七面鳥を見に行く。ジャンはボニファスの話に深く感動し、聖母マリアは東方の王様からの宝石も羊飼いの粗末なパイプも同じように喜んで受け入れられたと言い、あたかも啓示を受けたかの如く祈るのだった。

### 第3幕
修道院の礼拝堂

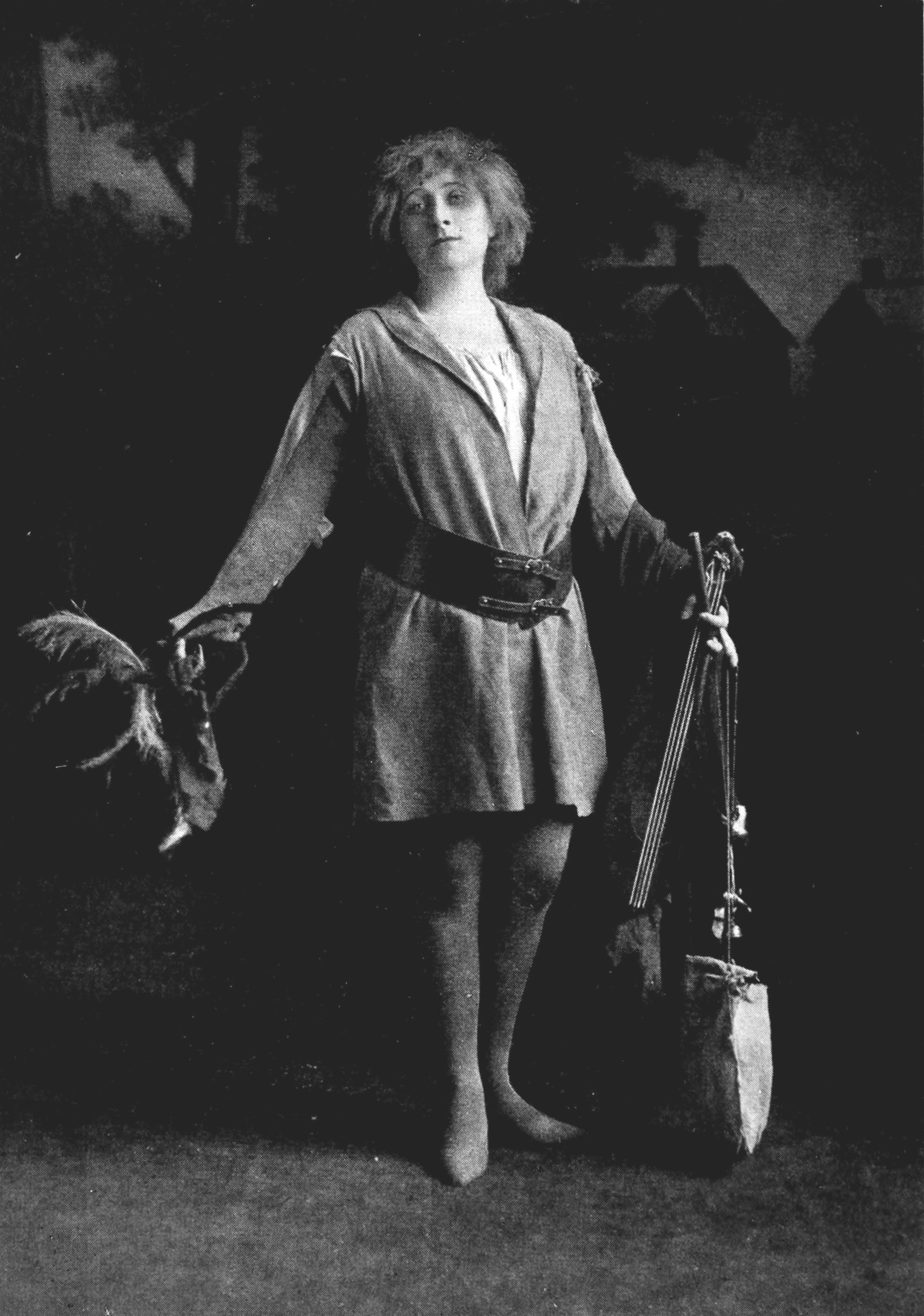
ジャンを演じるガーデン(1912年)

新しく安置された聖母マリア像に画家の修道僧が最後の仕上げを施している。彼は最後仕上げが自分の仕事だと悦に入っていると、何やら人気がするので彼は身を隠す。そこに、ジャンが姿を現す。ジャンは聖母マリア像の前で僧衣を脱ぎ捨て、曲芸師の衣装に着替えると、自分の捧げられるものはこれだけですと言い、聖母マリア像の前で次々と曲芸を披露する。この光景を物陰から見ていた画家の修道僧はジャンの気が狂ったのではないかと思い、皆に知らせに行く。修道院長がやって来てジャンに芸を止めさせようとするが、ボニファスはジャンは彼なりに努力しているのですからと修道院長を引き止める。ジャンは小銭を入れる皿を回し、聖母マリア像に癖になっているものですからを詫びをしながら、次から次へと曲芸を披露していく。修道僧たちが徐々に集まって来て、彼を取り巻く。とうとうジャンは力尽きて倒れてしまう。皆が彼は冒涜者だと叫ぶと聖母マリア像が神々しく輝き出し、天上から天使の声が聞こえて来る。そして、聖母マリア像の手がジャンを祝福するかのように動き出す。皆は奇蹟だと驚き、修道院長はジャンを抱き上げる。虫の息で許しを請うジャンに「汝は祝福された」と言うと、天使のハレルヤの合唱に迎えられてジャンは天に昇るのだった。

## 主な録音
| 年   | 配役 ジャン ボニファス 修道院長 詩人の修道僧 画家の修道僧 音楽家の修道僧 | 指揮者 管弦楽団 合唱団                                               | レーベル                 |
| ---- | --- | -------------------------------------------------------------------- | ------------------------ |
| 1978 | アラン・ヴァンゾ ジュール・バスタン マルク・ヴェント ティベール・ラファリ ジャン＝マリー・フレモー ミシェル・カレー                                                                   | ロジェ・ブトリ モンテカルロ歌劇場管弦楽団 モンテカルロ歌劇場合唱団   | CD: EMI EAN:724357529723 |
| 2007 | ロベルト・アラーニャ ステファーノ・アントヌッチ フランチェスコ=エッレーロ・ダルテーニャ （Francesco Ellero d'Artegna） マルク・ラルシェ リシャール・リットルマン マルコ・ディ・サピア | エンリケ・ディエミケ モンペリエ歌劇場管弦楽団 モンペリエ歌劇場合唱団 | CD:DG EAN:0028948018703  |